# درد مزمن لگنی
درد مزمن لگنی (به انگلیسی: pelvic pain) دردی است که ۶ ماه یا بیشتر طول کشیده باشد و با قاعدگی ارتباطی نداشته باشد.
محل این درد می‌تواند دیوارهٔ قدامی شکم، کف لگن یا کمر باشد. شدت آن به حدی است که باعث اختلال عملکرد بیمار شده و انجام درمان‌های طبی یا جراحی را ضروری می‌سازد.

## علائم
- درد شدید و مداوم یا درد متناوب
- بی‌قراری (از درد)
- درد تیز یا دل‌پیچه و کرامپ
- احساس فشار و سنگینی در ناحیه لگن

علاوه بر این‌ها ممکن‌است بیمار از موارد زیر شکایت داشته‌باشد:
- درد حین آمیزش
- درد حین اجابت مزاج
- درد بعد از نشستن طولانی مدت[۱]

## علل و تشخیص‌ها

### چسبندگی
بیماری التهابی لگن (PID)، آندومتریوز، بیماری التهابی روده و نیز جراحی قبلی، همگی می‌توانند از علل چسبندگی باشند اما با این حال در ۵۰ درصد موارد ممکن است نتوان هیچ پدیدهٔ مستعد کنندهٔ مشخصی را در فرد شناسایی کرد.
درمانِ چسبندگی ممکن است باعث چسبندگی بیشتر شود ضمن اینکه از بین بردن چسبندگی‌ها تأثیر قابل توجهی در تسکین درد ندارد.

### آندومتریوز
وجود بافت غدد یا استرومای رحم، در محلی غیر از رحم که شایع‌ترین جا حفره لگن است و عوارضی برای فرد مبتلا به همراه دارد.
بین وسعت آندومتریوز و میزان دردی که ایجاد می‌کنند ارتباط مستقیمی وجود ندارد و دیده شده هرچه وسعت آندومتریوز کمتر باشد درد بیمار بیشتر است.
درد ناشی از آندومتریوز می‌تواند پیش از قاعدگی، در حین قاعدگی یا حتی پس از آن ادامه یابد.
تشخیص قطعی آندومتریوز با لاپاراسکوپی و نمونه برداری از نقاط آندومتریوز و تأیید پاتولوژی بافت است.
درمان طبی:
- ضد التهابی‌های غیر استروئیدی (Nsaid)
- داروهای پیشگیری از بارداری (OCP)
- دانازول: علائم مردانه ایجاد می‌کند مثل کلفتی صدا که غیرقابل بازگشت است.
- پروژستین
- آنالوگ GNRH: غیرفعال کردن تخمدان از بالا (علائم یائسگی کاذب). عوارض آن گرگرفتگی، سردرد، خشکی واژن و پوکی استخوان است.
- در موارد مقاوم به درمان از روش‌های جراحی استفاده می‌شود، اگر فرد قصد بارداری در آینده داشته‌باشد جراحی لاپاراسکوپیک و در غیر اینصورت هیسترکتومی یا اووفرکتومی (بسته به علت زمینه‌ای) به بیمار توصیه می‌شود.

با قطع درمان نقاط آندومتریوز برمی‌گردند.

### مشکلات اسکلتی عضلانی
شرایط و بیماری‌هایی که بر استخوان‌ها، مفاصل و بافت همبند (سیستم عضلانی اسکلتی) تأثیر گذاشته مانند فیبرومیالژیا، تنش عضلانی کف لگن، التهاب مفصلی ناحیه شکم (فتق) و حتی تروما و آسیب ممکن است منجر به درد لگن مزمن شود.

### بیماری التهابی لگن
درد حاد ناشی از التهاب و اتساع لوله‌های فالوپ.
هیدروسالپنکس یا لوله‌های فالوپ پر از مایع، گاهی برای ماه‌ها و سال‌ها باقی می‌مانند و سبب درد مزمن لگن می‌شوند.
درمان طبی با آنتی‌بیوتیک انجام می‌شود.

### سندرم درد احتقانی لگن
بیمار از درد مبهمی شکایت دارد که در طول روز تشدید می‌شود. همچنین ممکن‌است دیس پارونیا یا درد پس از آمیزش نیز توسط بیمار ذکر شود.
درمان با مدروکسی پروژسترون، OCP، آگونیست GNRH انجام می‌شود و در صورت نیاز می‌توان جراحی کرد.

### سندروم رودهٔ تحریک پذیر(IBS)
۱۵ درصد بزرگسالان را درگیر می‌کند.
به صورت درد یا احساس ناراحتی راجعهٔ شکم (برای حداقل سه ماه در طول سال) که حداقل از ۶ ماه قبل شروع شده باشد و با حداقل دو معیار از معیارهای زیر همراه باشد:
1. برطرف شدن درد به دنبال اجابت مزاج
2. شروع به همراه تغییر در دفعات اجابت مزاج
3. شروع به همراه تغییر در قوام مدفوع (اسهال یا یبوست)

برای درمان در موارد اسهال از داروهای ضد اسهال و مسکن و در موارد یبوست از فیبرها، ملین‌ها می‌توان استفاده کرد.
در موارد درد پیچشی شکم از ضد افسردگی سه حلقه‌ای، NSAID، آنتی کولینرژیک، مهارکنندهٔ کانال کلسیم و در برخی موارد اپیوئیدها می‌توان استفاده کرد.

### سندروم بقایای تخمدان
این سندروم در اثر برداشت ناکامل بافت تخمدان در زمان اوفورکتومی ایجاد می‌شود که در زنان یائسه با درد مزمن لگن همراه می‌باشد.
در صورت طبیعی بودن FSH و LH می‌توان به این سندروم مشکوک شد.
برای تشخیص می‌توان با استفاده از کلومیفن یا آگونیست GNRH تخمدان را تحریک کرد بعد با سونوگرافی تخمدان تحریک شده را مشاهده کرد.
درمان به کمک جراحی صورت می‌گیرد.

### درد با منشأ رحمی
۱۸ درصد هیسترکتومی‌ها در آمریکا به علت درد مزمن لگن انجام می‌شود. از علل درد با منشأ رحمی می‌توان موارد زیر را ذکر کرد:
1. آدنومیوز: وجود غدد آندومتر در میومتر. مشاهدهٔ نواحی غیر هموژن در دیوارهٔ رحم.
2. آندومتریت مزمن: به علت عفونت
3. میوم دژنره (در صورتی که میوم علائم دردناک نداشته باشد به سمت بدخیمی نمی‌رود)
4. سندروم درد واریس لگن
5. IUD

شایع‌ترین اندیکاسیون هیسترکتومی در دردهای مزمن لگنی آندومتریوز می‌باشد.
دیسمنوره (قاعدگی دردناک):
قاعدگی دردناک یک اختلال ژنیکولوژیک شایع است که ۶۰ درصد زنان در قاعدگی‌شان تجربه می‌کنند.
دیس منورهٔ اولیه: درد قاعدگی بدون پاتولوژی لگنی.
دیسمنوره ثانویه: قاعدگی دردناک همراه با پاتولوژی زمینه‌ای.
دیسمنورهٔ اولیه در ۱–۲ سال اول پس از قاعدگی شروع می‌شود یعنی وقتی سیکل‌های با تخمک‌گذاری شروع شوند و تا ۴۰ سالگی نیز ممکن است باقی بماند.
دیسمنورهٔ ثانویه سال بعد از بلوغ بروز می‌کند و می‌تواند همراه سیکل‌های بدون تخمک‌گذاری هم باشد.
علل زمینه ای دیسمنوره ثانویه:
- آندومتریوز

- آدنومیوز
- اندومتریت تحت حاد
- PID
- آی‌یودی مسی
- کیست‌های تخمدان
- ناهنجاری‌های مادرزادی لگن
- استنوز سرویکس[۲]